# Oostenrijk op de Olympische Winterspelen 1964
Tijdens de Olympische Winterspelen van 1964, die in Innsbruck werden gehouden, nam het gastland, Oostenrijk, voor de negende keer deel.

## Medailleoverzicht
| Sport       | Olympiër                                                   | Discipline       | Medaille |
| ----------- | ---------------------------------------------------------- | ---------------- | -------- |
| Alpineskiën | Josef Stiegler                                             | slalom (m)       | Goud     |
| Alpineskiën | Egon Zimmermann                                            | afdaling (m)     | Goud     |
| Alpineskiën | Christl Haas                                               | afdaling (v)     | Goud     |
| Rodelen     | Josef Feistmantl Manfred Stengl                            | dubbel           | Goud     |
| Alpineskiën | Karl Schranz                                               | reuzenslalom (m) | Zilver   |
| Alpineskiën | Edith Zimmermann                                           | afdaling (v)     | Zilver   |
| Bobsleeën   | Erwin Thaler Adolf Koxeder Josef Nairz Reinhold Durnthaler | 4-mansbob (m)    | Zilver   |
| Kunstrijden | Regine Heitzer                                             | vrouwen          | Zilver   |
| Rodelen     | Reinhold Senn Helmut Thaler                                | dubbel           | Zilver   |
| Alpineskiën | Josef Stiegler                                             | reuzenslalom (m) | Brons    |
| Alpineskiën | Traudl Hecher                                              | afdaling (v)     | Brons    |
| Rodelen     | Helene Thurner                                             | vrouwen          | Brons    |

## Deelnemers en resultaten

### Alpineskiën
| Olympiër           | Discipline       | Resultaat | Prestatie                        |
| ------------------ | ---------------- | --------- | -------------------------------- |
| Matthias Leitner   | slalom (m)       | 21e       | 2.19,64 (+8,51) 1.17,07+1.02,57  |
| Heinrich Messner   | afdaling (m)     | 10e       | 2.20,74 (+2,58)                  |
| Gerhard Nenning    | afdaling (m)     | 7e        | 2.19,98 (+1,82)                  |
| Gerhard Nenning    | reuzenslalom (m) | 6e        | 1.49,68 (+2,97)                  |
| Gerhard Nenning    | slalom (m)       | 7e        | 2.13,20 (+2,07) 1.10,29+1.02,91  |
| Karl Schranz       | afdaling (m)     | 11e       | 2.20,98 (+2,82)                  |
| Karl Schranz       | reuzenslalom (m) | Zilver    | 1.47,09 (+0,38)                  |
| Karl Schranz       | slalom (m)       | 24e       | 2.21,58 (+10,45) 1.10,04+1.11,54 |
| Josef Stiegler     | reuzenslalom (m) | Brons     | 1.48,05 (+1,34)                  |
| Josef Stiegler     | slalom (m)       | Goud      | 2.11,13 1.09,03+1.02,10          |
| Egon Zimmermann    | afdaling (m)     | Goud      | 2.18,16                          |
| Egon Zimmermann    | reuzenslalom (m) | dnf       | opgave                           |
|                    |                  |           |                                  |
| Christl Haas       | afdaling (v)     | Goud      | 1.55,39                          |
| Christl Haas       | reuzenslalom (v) | 4e        | 1.53,86 (+1,62)                  |
| Christl Haas       | slalom (v)       | 6e        | 1.35,11 (+5,25) 46,43+48,68      |
| Traudl Hecher      | afdaling (v)     | Brons     | 1.56,66 (+1,27)                  |
| Traudl Hecher      | reuzenslalom (v) | 8e        | 1.54,55 (+2,31)                  |
| Traudl Hecher      | slalom (v)       | dnf-2     | opgave run 2                     |
| Marianne Jahn-Nutt | reuzenslalom (v) | 13e       | 1.55,95 (+3,71)                  |
| Marianne Jahn-Nutt | slalom (v)       | dnf-1     | opgave run 1                     |
| Edda Kainz         | afdaling (v)     | 22e       | 2.02,69 (+7,30)                  |
| Edith Zimmermann   | afdaling (v)     | Zilver    | 1.56,42 (+1,03)                  |
| Edith Zimmermann   | reuzenslalom (v) | 6e        | 1.54,21 (+1,97)                  |
| Edith Zimmermann   | slalom (v)       | 5e        | 1.34,27 (+4,41) 46,24+48,03      |

### Biatlon
| Olympiër            | Discipline | Resultaat | Prestatie                              |
| ------------------- | ---------- | --------- | -------------------------------------- |
| Hansjörg Farbmacher | 20 km (m)  | 28e       | 1:36.11,3 (+15.44,5) pen.: 4 (3-0-0-1) |
| Walter Müller       | 20 km (m)  | 34e       | 1:39.12,3 (+18.45,5) pen.: 7 (1-3-2-1) |
| Adolf Scherwitzl    | 20 km (m)  | 41e       | 1:48.12,7 (+27.45,9) pen.: 6 (1-2-0-3) |
| Paul Ernst          | 20 km (m)  | dnf       | opgave                                 |

### Bobsleeën
| Olympiër                                                   | Discipline                  | Resultaat | Prestatie                                               |
| ---------------------------------------------------------- | --------------------------- | --------- | ------------------------------------------------------- |
| Erwin Thaler Josef Nairz                                   | 2-mansbob (m) Oostenrijk I  | 8e        | 4.25,51 (+3,61) (1.05,72 / 1.06,98 / 1.06,48 / 1.06,33) |
| Franz Isser Reinhold Durnthaler                            | 2-mansbob (m) Oostenrijk II | 9e        | 4.28,09 (+6,19) (1.06,94 / 1.06,71 / 1.07,40 / 1.07,04) |
| Erwin Thaler Adolf Koxeder Josef Nairz Reinhold Durnthaler | 4-mansbob (m) Oostenrijk I  | Zilver    | 4.15,48 (+1,02) (1.03,67 / 1.03,94 / 1.03,74 / 1.04,13) |
| Paul Aste Herbert Gruber Andreas Arnold Hans Stoll         | 4-mansbob (m) Oostenrijk II | 7e        | 4.17,73 (+3,27) (1.04,65 / 1.04,40 / 1.04,43 / 1.04,25) |

### Kunstrijden
| Olympiër                           | Discipline | Resultaat | Prestatie                |
| ---------------------------------- | ---------- | --------- | ------------------------ |
| Emmerich Danzer                    | mannen     | 5e        | pc. 42,0; 1824,0 punten  |
| Peter Jonas                        | mannen     | 7e        | pc. 79,0; 1752,0 punten  |
| Wolfgang Schwarz                   | mannen     | 15e       | pc. 127,0; 1695,9 punten |
| Regine Heitzer                     | vrouwen    | Zilver    | pc. 22,0; 1945,5 punten  |
| Helli Sengtschmid                  | vrouwen    | 9e        | pc. 85,0; 1782,1 punten  |
| Ingrid Ostler                      | vrouwen    | 20e       | pc. 171,0; 1684,8 punten |
| Gerlinde Schönbauer Wilhelm Bietak | paarrijden | 12e       | pc. 108,0; 87,7 punten   |
| Inge Strell Ferry Dedovich         | paarrijden | 15e       | pc. 129,0; 83,6 punten   |

### Langlaufen
| Olympiër                                                     | Discipline            | Resultaat | Prestatie                                                    |
| ------------------------------------------------------------ | --------------------- | --------- | ------------------------------------------------------------ |
| Hansjörg Farbmacher                                          | 30 km (m)             | 36e       | 1:41.37,1 (+10.46,4)                                         |
| Andreas Janc                                                 | 30 km (m)             | 31e       | 1:40.23,3 (+9.32,6)                                          |
| Andreas Janc                                                 | 50 km (m)             | 21e       | 2:58.43,8 (+14.51,2)                                         |
| Anton Kogler                                                 | 15 km (m)             | 53e       | 59.10,6 (+8.16,5)                                            |
| Hermann Lackner                                              | 15 km (m)             | 48e       | 58.04,0 (+7.09,9)                                            |
| Hermann Mayr                                                 | 30 km (m)             | 56e       | 1:48.53,3 (+18.02,6)                                         |
| Hermann Mayr                                                 | 50 km (m)             | 33e       | 3:08.48,6 (+24.56,0)                                         |
| Günther Rieger                                               | 15 km (m)             | 59e       | 1:01.07,3 (+10.13,2)                                         |
| Hubert Schrott                                               | 15 km (m)             | 52e       | 59.01,7 (+8.07,6)                                            |
| Franz Vetter                                                 | 30 km (m)             | dnf       | opgave                                                       |
| Günther Rieger Hansjörg Farbmacher Anton Kogler Andreas Janc | 4x10 km estafette (m) | 11e       | 2:34.48,9 (+16.14,3) (39.05,8 / 39.11,0 / 38.47,0 / 37.45,1) |
|                                                              |                       |           |                                                              |
| Heiderun Ludwig                                              | 5 km (v)              | 20e       | 20.11,3 (+2.20,8)                                            |
| Heiderun Ludwig                                              | 10 km (v)             | 25e       | 47.27,6 (+7.03,3)                                            |

### Noordse combinatie
| Olympiër              | Discipline | Resultaat | Prestatie                                                                                            |
| --------------------- | ---------- | --------- | --- |
| Willi Köstinger       | mannen     | 10e       | 413,68 punten schans: 225,5 p 113,8 (70,5 m)+101,0 (65,0 m)+111,7 (66,5 m) 15 km: 188,18 p (54.35,5) |
| Waldemar Heigenhauser | mannen     | 19e       | 378,72 punten schans: 210,4 p 105,4 (67,5 m)+105,0 (67,0 m)+83,7 (56,0 m) 15 km: 168,32 p (56.24,1)  |
| Leopold Kohl          | mannen     | 28e       | 341,86 punten schans: 181,6 p 82,2 (57,0 m)+74,9 (56,0 m)+99,4 (64,5 m) 15 km: 160,26 p (57.09,8)    |
| Franz Scherübl        | mannen     | 29e       | 338,60 punten schans: 169,6 p 75,2 (53,5 m)+76,6 (54,5 m)+93,0 (61,0 m) 15 km: 169,00 p (56.19,9)    |

### Rodelen
| Olympiër                        | Discipline | Resultaat | Prestatie                                          |
| ------------------------------- | ---------- | --------- | -------------------------------------------------- |
| Josef Feistmantl                | mannen     | 5e        | 3.31,34 (+4,57) (52,14 / 52,58 / 53,51 / 53,11)    |
| Franz Tiefenbacher              | mannen     | 8e        | 3.33,86 (+7,09) (53,31 / 53,04 / 54,00 / 53,51)    |
| Manfred Schmid                  | mannen     | 9e        | 3.34,04 (+7,27) (53,27 / 52,86 / 53,82 / 54,09)    |
| Reinhold Senn                   | mannen     | 21e       | 3.42,97 (+16,20) (52,32 / 1.03,85 / 53,43 / 53,37) |
| Helene Thurner                  | vrouwen    | Brons     | 3.29,06 (+4,39) (52,08 / 52,08 / 52,42 / 52,48)    |
| Friederike Matejka              | vrouwen    | 7e        | 3.34,68 (+10,01) (53,61 / 52,98 / 53,94 / 54,15)   |
| Antonia Lanthaler               | vrouwen    | dnf       | opgave                                             |
| Josef Feistmantl Manfred Stengl | dubbel     | Goud      | 1.41,62 (50,57 / 51,05)                            |
| Reinhold Senn Helmut Thaler     | dubbel     | Zilver    | 1.41,91 (+0,29) (51,02 / 50,89)                    |

### Schaatsen
| Olympiër         | Discipline   | Resultaat | Prestatie        |
| ---------------- | ------------ | --------- | ---------------- |
| Erich Korbel     | 1500 m (m)   | dq        | diskwalificatie  |
| Josef Reisinger  | 1500 m (m)   | 51e       | 2.27,8 (+17,5)   |
| Reinhold Seeböck | 5000 m (m)   | 37e       | 8.29,6 (+51,2)   |
| Gerhard Strutz   | 5000 m (m)   | 42e       | 8.50,4 (+1.12,0) |
| Hermann Strutz   | 1500 m (m)   | 33e       | 2.18,0 (+7,7)    |
| Hermann Strutz   | 5000 m (m)   | 5e        | 7.48,3 (+9,9)    |
| Hermann Strutz   | 10.000 m (m) | 11e       | 16.42,6 (+52,5)  |
| Peter Toyfl      | 500 m (m)    | 36e       | 43,7 (+3,6)      |
| Peter Toyfl      | 1500 m (m)   | 48e       | 2.24,2 (+13,9)   |
| Manfred Zojer    | 500 m (m)    | 35e       | 43,5 (+3,4)      |

### Schansspringen
| Olympiër          | Discipline         | Resultaat | Prestatie                                                |
| ----------------- | ------------------ | --------- | -------------------------------------------------------- |
| Willi Egger       | normale schans (m) | 44e       | 187,4 punten 91,7 (71,5 m)+94,5 (71,0 m)+92,9 (71,5 m)   |
| Willi Egger       | grote schans (m)   | 12e       | 206,0 punten 100,0 (86,5 m)+106,0 (87,0 m)+98,7 (80,5 m) |
| Otto Leodolter    | normale schans (m) | 28e       | 197,3 punten 96,4 (72,0 m)+99,7 (74,0 m)+97,6 (72,0 m)   |
| Otto Leodolter    | grote schans (m)   | 17e       | 204,0 punten 101,1 (87,0 m)+102,9 (85,0 m)+88,9 (73,5 m) |
| Sepp Lichtenegger | normale schans (m) | 11e       | 205,4 punten 93,4 (74,5 m)+102,1 (75,0 m)+103,3 (75,0 m) |
| Sepp Lichtenegger | grote schans (m)   | 43e       | 179,9 punten 48,9 (77,5 m)+102,0 (87,0 m)+77,9 (68,0 m)  |
| Baldur Preiml     | normale schans (m) | 13e       | 204,6 punten 101,1 (75,0 m)+103,5 (76,0 m)+99,2 (73,5 m) |
| Baldur Preiml     | grote schans (m)   | 18e       | 203,2 punten 96,1 (84,5 m)+106,0 (87,0 m)+97,2 (78,0 m)  |

### IJshockey
| Olympiër | Discipline | Resultaat | Prestatie |
| --- | ---------- | --------- | --- |
| Adolf Bachura Horst Kakl Dieter Kalt Christian Kirchberger Hermann Knoll Eduard Mössmer Tassilo Neuwirth Alfred Püls Josef Puschnig Erich Romauch Fritz Spielmann Adelbert St. John Gustav Tischer Friedrich Turek Fritz Wechselberger Erich Winkler Walter Znenahlik | mannen     | 13e       | kwalificatieronde: 2 - 8 Oostenrijk - Finland B-groep (9e-16e plaats): 6 - 2 Oostenrijk - Joegoslavië 3 - 0 Oostenrijk - Hongarije 5 - 5 Oostenrijk - Japan 2 - 5 Oostenrijk - Roemenië 5 - 3 Oostenrijk - Italië 2 - 8 Oostenrijk - Noorwegen 1 - 5 Oostenrijk - Polen |

Argentinië · Australië · België · Bulgarije · Canada · Chili · Denemarken · Duits eenheidsteam · Finland · Frankrijk · Griekenland · Groot-Brittannië · Hongarije · IJsland · India · Iran · Italië · Japan · Joegoslavië · Libanon · Liechtenstein · Mongolië · Nederland ·  Noord-Korea · Noorwegen · Oostenrijk · Polen · Roemenië · Sovjet-Unie · Spanje · Tsjecho-Slowakije · Turkije · Verenigde Staten · Zuid-Korea · Zweden · Zwitserland